# بادية الحنا (مناخة)

تعديل مصدري - تعديل

بادية الحنا هي إحدى قرى عزلة لهاب بمديرية مناخة التابعة لمحافظة صنعاء، بلغ تعداد سكانها 302 نسمة حسب تعداد اليمن لعام 2004.